# Lijst van spelers van FK Inter Bratislava
Deze lijst omvat voetballers die bij de Slowaakse voetbalclub FK Inter Bratislava spelen of gespeeld hebben. De spelers zijn alfabetisch gerangschikt.

## A
- Ayoub Ait Afkir
- Stanislav Angelovič
- Radoslav Augustín

## B
- Peter Babnic
- Milan Bagin
- Rastislav Bakala
- Pavol Baláž
- Peter Bárka
- Jozef Barmoš
- Peter Bartalský
- Peter Bartoš
- Tomás Bernády
- Marek Bonco
- Karol Brezik
- Peter Brezovan
- Vladimír Brodzianský
- Titus Buberník

## C
- Ján Čapkovič
- Marek Čech
- Jaroslav Cervenan
- Igor Chalupka
- José Cháves
- Jan Chrenko
- Miroslav Chvíla
- Erik Čikoš
- Dezider Cimra
- Ján Čirik
- Marián Čisovšký
- Juraj Czinege

## D
- Marian Dirnbach
- Jozef Dojcan
- Milan Dolinský
- Michal Drahno
- Miroslav Drobnak
- Rudolf Ducky
- Viktor Dvirnik
- Peter Dzurik

## E
- Marián Elefant

## F
- Peter Fieber
- Stanislav Fišan
- Milan Forgac

## G
- Kazimír Gajdoš
- Kazimír Gajdoš
- Tomas Gerich
- Pavol Gostič
- Roman Greguska
- Vratislav Greško
- Adrián Guľa

## H
- Juraj Halenár
- Richard Hejcik
- František Hlavatý
- Jan Hlavaty
- Ernst Hložek
- Andrej Hodek
- Zsolt Hornyák
- Jozef Hroš
- Miroslav Hýll

## J
- Ladislav Jakubec
- Anton Jánoš
- Justin Javorek
- Miloš Jonis
- Bartolomej Juraško
- Ladislav Jurkemik
- Roman Jurko

## K
- Ladislav Kačáni
- Zdenko Kaprálik
- Filip Kiss
- Boris Kitka
- Radovan Kocurek
- Marián Kopca
- Tomáš Košický
- Daniel Kosmel
- Jaroslav Kosnar
- Vladimír Kožuch
- Rudolf Kramoliš
- Karel Kratochvil
- Roman Kratochvil
- Marek Krejci
- Martin Krnáč
- Juraj Kuba
- Branislav Kubica
- Martin Kuna
- Radoslav Kunzo
- Milan Kusalik

## L
- Marian Lalik
- Ludovit Lancz
- Rolf Landerl
- Božin Laskov
- Peter Lavrincík
- Milan Lednický
- Ján Lehnert
- Alias Lembakoali
- Ľubomír Luhový

## M
- Peter Majernik
- Tomáš Majtán
- Milan Malatinsky
- Stefan Matlák
- Dušan Matović
- Tomas Medved
- Miroslav Mentel
- Peter Michalec
- Sasa Micovic
- Roman Mihalik
- Jozef Móder
- Ladislav Molnár
- Pavol Molnar
- Stanislav Moravec
- Gustav Mraz
- Peter Mráz
- Petr Musil

## N
- Peter Németh
- Szilárd Németh

## O
- Martin Obsitník
- Jan Ondrasek
- Gustav Ondrejcik
- Radek Oprsal

## P
- Michal Pančík
- Augustin Paulik
- Mário Pečalka
- Lubos Pernis
- Peter Petran
- Ladislav Petráš
- Peter Petráš
- Attila Pinte
- Radovan Pisi
- Lubomir Pokluda
- Roman Polák
- Andrej Porazik
- Vladimir Prokop

## R
- Rudolf Rehák
- Ladislav Repácik
- Stefan Rias
- Ján Richter
- Dušan Rupec
- Jan Safranko
- Jozef Šajánek
- Adolf Scherer
- Ivan Schulcz
- Karol Schulz
- Filip Šebo
- Milislav Seckovic
- Peter Šedivý
- Pavol Sedlák
- Martin Ševela
- Ladislav Šimčo
- Ján Šlahor
- Jozef Sluka
- Ondrej Šmelko
- Jan Solar
- Ján Stojka
- Emil Stranianek
- Marian Suchancok
- Kamil Susko
- Róbert Szegedi
- Juraj Szikora
- Gabriel Szurdi

## T
- Roman Tarek
- Jiří Tichý
- Marian Timko
- Rafael Tománek
- Marián Tomčak
- Lubos Tomko
- Rastislav Tomovcik
- Ladislav Tóth
- Ivan Trabalik

## U
- Rudolf Urban

## V
- Jiří Vadura
- Jozef Valachovič
- Richard Varadin
- Eugen Varga
- Radovan Vasik

## W
- Vladimír Weiss (1939)
- Vladimír Weiss (1964)

## Z
- Ľudovít Zlocha